# Райнболд II фон Золмс-Кьонигсберг
Райнболд II фон Золмс-Кьонигсберг (на немски: Reinbold II von Solms-Königsberg; † 1305/1308) е граф на Золмс-Кьонигсберг.

## Произход
Той е най-възрастният син на граф Райнболд I фон Золмс-Кьонигсберг († 1279) и съпругата му Елизабет фон Вилденбург († 1303). Внук е на граф Марквард I фон Золмс († 1255). Племенник е на Арнолд, епископ на Бамберг (1286 – 1296). Братята му са Марквард III († 1346), граф на Золмс-Кьонигсберг, и Герхард фон Золмс-Кьонигсберг († 1322), каноник в Бон и Кьолн.

## Фамилия
Райнболд II се жени за Гизела фон Фалкенщайн († сл. 1 май 1313 или 1314), дъщеря на Филип II фон Фалкенщайн и вилдграфиня Гизела фон Кирбург. Те имат децата:
- Филип фон Золмс-Кьонигсберг († 1364/1365), женен I. пр. 13 април 1332 г. за Имагина фон Спонхайм-Кройцнах († 1354), дъщеря на граф Симон II фон Спонхайм-Кройцнах, II. пр. 1355 г. за Елизабет фон Золмс († 1386), дъщеря на граф Бернхард I фон Золмс-Браунфелс
- Райнболд III († февруари 1355)
- Райнболд IV († февруари 1355)

Вдовицата му Гизела фон Фалкенщайн се омъжва за Ароаз фон Бройберг.